# روگولو
روگولو (به ایتالیایی: Rogolo) یک کومونه در ایتالیا است که در استان سوندریو واقع شده‌است.

## خصوصیات
روگولو ۱۳٫۰ کیلومترمربع مساحت و ۵۶۴ نفر جمعیت دارد.

## نگارخانه

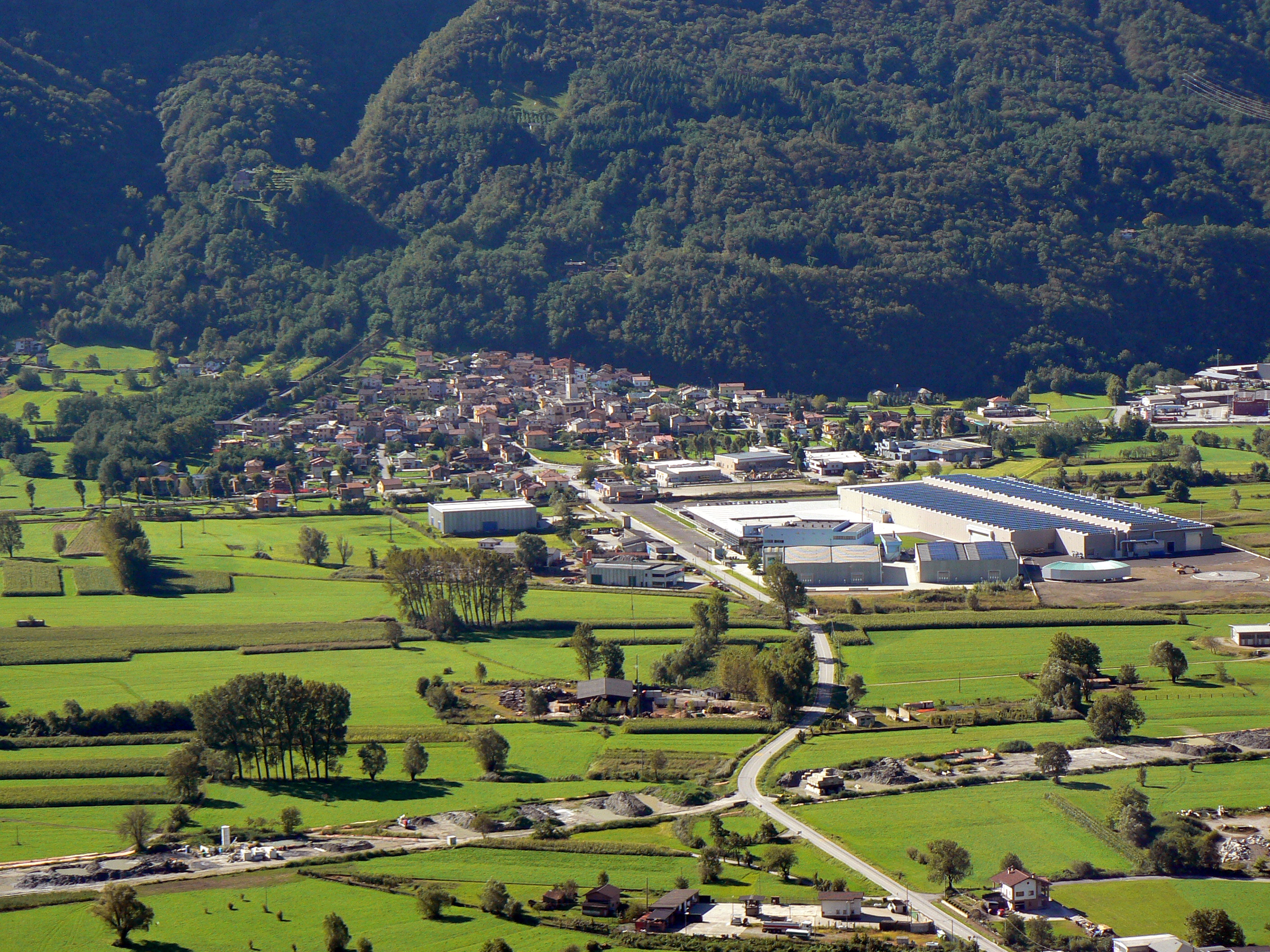
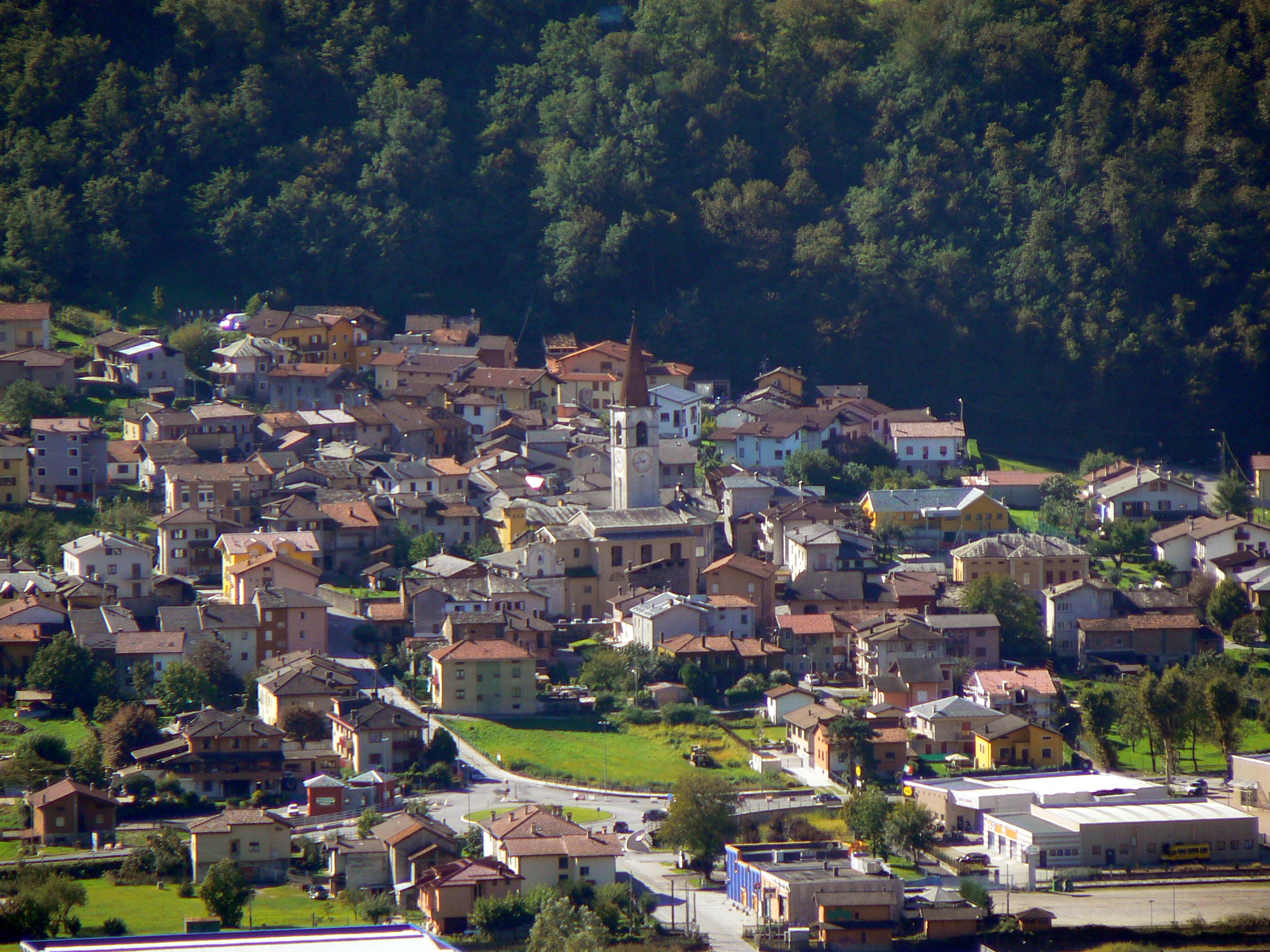